# حمى الذهب الأسترالي
خلال فترة حمى الذهب الأسترالي، غيّر عدد كبير من العالم (من داخل أستراليا وخارجها) أماكن سكنهم وانتقلوا إلى المناطق التي اكتُشف فيها الذهب. حدثت عدة اكتشافات للذهب في أستراليا قبل عام 1851 ولكن الذهب الذي وجد بعد عام 1851 فصاعدًا صنع حمى الذهب الأسترالي. يعود ذلك لأنه وقبل عام 1851 قمعت الحكومة الاستعمارية في نيو ساوث ويلز (لم تصبح فيكتوريا مستعمرة منفصلة حتى الأول من يوليو عام 1851) كل الأخبار عن اكتشافات الذهب لأنها اعتقدت أنها ستخفض عدد القوة العاملة وتعمل على زعزعة الاقتصاد.
بعد بداية حمى الذهب في كاليفورنيا عام 1848، والتي أدت بالعديد من سكان أستراليا لمغادرتها إلى كاليفورينا بحثًا عن الذهب، أعادت حكومة نيو ساوث ويلز التفكير بموقفها وسعت إلى أخذ الموافقة من وزارة المستعمرات في إنجلترا للسماح لها باستغلال الموارد المعدنية وعرضت أيضًا مكافئات لمن يعثر على الذهب مستحق الدفع.

## تاريخ الاكتشاف
بدأت أول حمى للذهب في أستراليا في مايو عام 1851 بعدما زعم المكتشف إدوارد هارغريفز اكتشافه للذهب مستحق الدفع قرب أورانج في موقع أطلق عليه اسم أوفير. ذهب هارغريفز إلى حقول الذهب في كاليفورنيا وتعلم تقنيات اكتشاف جديدة للذهب مثل فصل الذهب عن الأتربة والهزهزة. عُرض على هارغريفز مكافئات من مستعمرة نيو شاوث ويلز ومستعمرة فيكتوريا قبل نهاية العام، وانتقلت حمى الذهب إلى عدة أجزاء من البلاد حيث عُثر على الذهب ليس فقط إلى الغرب بل إلى جنوب وشمال سيدني.
حولت حمى الذهب الأسترالية المستعمرات الجزائية إلى مدن أكثر تقدمًا مع تدفق المهاجرين الأحرار. أحضر أولئك الطامحون، الذين أطلق عليهم اسم الحفارون، مهارات وحرفًا جديدة مساهمين في الاقتصاد المزدهر. أدت الزمالة بين أولئك الحفارين ومقاومتهم الجمعية للسلطة إلى بزوغ هوية وطنية فريدة. رغم عدم عثور كل الحفارين على ثروات في حقول الذهب، قرر العديد منهم البقاء والاندماج في تلك المجتمعات.
في يوليو عام 1851، بدأت أول حمى للذهب في فيكتوريا في حقل الذهب كلونيس. في أغسطس، انتشرت حمى الذهب لتشمل حقل الذهب في بونينيونغ (حاليًا ضاحية لبالارات) على بعد 45 كيلومتر وبحلول بدايات سبتمبر 1851 إلى حقل الذهب المجاور في بالارات (تُعرف أيضًا بحفريات يولي) وتبعها في بدايات سبتمبر حقل الذهب في كاسيلماين (عُرف لاحقًا بفورست كريك وحقل الذهب ماونت أليكساندر) وحقل الذهب في بينديغو (عُرف لاحقًا ببينديغو كريك) في نوفمبر 1851. عُثر على الذهب، كما في نيو ساوث ويلز، في عدة أجزاء من البلد. كتبت لجنة اكتشاف الذهب الفيكتوري عام 1854:
«حوّل اكتشاف حقول الذهب الفيكتورية دولةً تابعة بعيدة إلى دولة ذات شهرة عالمية؛ جذبت هذه الدولة سكانًا بأعداد ضخمة بسرعة غير مسبوقة؛ وعززت قيمة الملكية إلى حد كبير؛ وجعلت من هذه البلاد أغنى بلاد في العالم؛ وقدمت، في أقل من ثلاث سنوات، عملًا يلزمه وقت طويل؛ وجعلت صوتها مسموعًا في كل أرجاء الأرض».
عندما بدأت الحمى في بالارات، اكتشف الحفارون أن المنطقة تمتلك حقل ذهب وفيرًا. زار الحاكم تشارلز لا تروب الموقع وشاهد خمسة رجال يعثرون على 136 أونصة من الذهب في يوم واحد. كان حقل الذهب ماونت أليكساندر أغنى من الحقل في بالارات. بوجود الذهب تحت السطح مباشرة، مكنت العكارة الحفارات من استخراج الكتل الذهبية بسهولة. خلال سبعة أشهر، نُقل 2.4 مليون باوند من الذهب من ماونت أليكساندر إلى المدن الكبرى القريبة.
أدت حمى الذهب إلى تدفق كبير للبشر من خارج البلاد. تضاعف عدد سكان أستراليا 3 مرات من 430 ألف عام 1851 إلى 1.7 مليون عام 1871. أصبحت أستراليا أولًا مجتمعًا متعدد الثقافات خلال فترة حمى الذهب. بين عامي 1852 و1860 هاجر 290 ألف شخص من الجزر البريطانية إلى فيكتوريا وقدم 15 ألف من البلدان الأوروبية الأخرى وهاجر 18 ألف من الولايات المتحدة. ومع ذلك لم يُرحب بالمهاجرين غير الأوروبيين لا سيما الصينيين.
«كان الصينيون مجتهدون بصورة خاصة، ويمتلكون تقنيات تختلف بشكل كبير عن الأوروبيين. أدى ذلك بالإضافة لمظهرهم الجسدي والخوف من المجهول إلى اضطهادهم بطريقة عنصرية يمكن اعتبارها غير مقبولة اليوم».
في عام 1855، وصل 11,493 صينيًا إلى ميلبورن. كان على الصينيين المسافرين خارج نيو ساوث ويلز الحصول على شهادات إعادة دخول خاصة. في عام 1855، سنت فيكتوريا قانون المهاجرين الصينيين لعام 1855، والذي حد بشدة من عدد المسافرين الصينيين المسموح بوجودهم على متن السفن القادمة إلى فيكتوريا. للتملص من القانون الجديد، كان العديد من الصينيين ينزلون في جنوب شرق أستراليا الجنوبية ويسافرون أكثر من 400 كيلومتر في البلاد للوصول إلى حقول الذهب الفيكتورية، على طرق ما تزال واضحة للعيان حتى اليوم.
في عام 1885، وبعد طلب من حكومة أستراليا الغربية لمكافئة من أجل أول اكتشاف للذهب مستحق الدفع، حدث اكتشاف في هولز كريك مُطلقًا حمى ذهب في تلك الولاية.

## ما قبل اكتشاف حمى الذهب

### 1788: خدعة
في أغسطس عام 1788، قال المدان جيمس دالي لعدة أشخاص إنه عثر على الذهب «مصدر ثروة لا ينضب، بعد مسافة صغيرة أسفل الميناء (بورت جاكسون بسيدني)». بحجة إظهار موقع العثور على الذهب، فر دالي إلى الأدغال ليوم واحد. نتيجةً لهروبه، عوقب دالي بخمسين جلدة. مع إصراره على أنه عثر على الذهب، أنتج دالي بعد ذلك عينةً من خام الذهب. أمر الحاكم آرثر فيليب بعد ذلك بأخذ دالي مرة أخرى إلى الميناء للإشارة إلى المكان الذي وجد فيه الذهب. ولكن قبل أن يُؤخذ إلى الميناء، وبعد أن حذره أحد الضباط من أنه سيُقتل لو حاول خداعه، اعترف دالي بأن قصته حول العثور على الذهب كانت مُختلقة. صنع دالي عينته من خام الذهب الذي عرضه من ذهب غينيا ومشبك من النحاس الأصفر وأنتج البقية ليصنع الإثبات. بسبب خداعه، تلقى دالي 100 جلدة. ومع ذلك، استمر العديد من المدانين في الاعتقاد بأن دالي وجد الذهب بالفعل، وأنه لم يغير سوى قصته للحفاظ على مكان الذهب لنفسه. كان مصير جيمس دالي الشنق في ديسمبر من نفس العام 1788 بسبب الكسر والخلع والسرقة.
تردد أن بعض المدانين الذين كانوا يعملون في قطع طريق فوق الجبال الزرقاء قد عثروا على قطع صغيرة من الذهب في عام 1815.

### 1820: الجبال الزرقاء، نيو ساوث ويلز
كان ف. شتاين عالمًا طبيعيًا روسيًا خلال رحلة بيلينهاوزن 1819-1821 لاستكشاف المحيط الجنوبي. زعم شتاين أنه رأى خامًا حاملًا للذهب بينما كان في رحلة استغرقت 12 يومًا إلى الجبال الزرقاء في مارس 1820. شكك الكثير من الناس في ادعائه.

### 1823: منطقة باثورست، نيو ساوث ويلز
كان أول اكتشاف ذهب معترف به رسميًا في أستراليا في 15 فبراير 1823، من قبل مساعد المساح جيمس مكبراين، في نهر فيش، بين ريدال وباثورست، نيو ساوث ويلز. أشار مكبراين إلى التاريخ في كتابه للمسح الميداني «عند النقطة إي (نهاية خط المسح) السلسلة 1 إلى 50 الموصولة بالنهر والمعلَّمة بشجرة صمغ. وُجدت في هذا المكان العديد من جزيئات الذهب القريبة من النهر».